# Associazione Calcio Femminile Modena Euromobil
L'Associazione Calcio Femminile Modena Euromobil, meglio conosciuto come Modena Euromobil, è stata una società calcistica femminile italiana con sede nella città di Modena. 

## Storia
Fu fondato nel 1975 con denominazione Polisportiva Modena Sacca.
Dopo alcuni anni di attività calcistica limitata all'ambito locale, date le poche squadre in vita a lei vicine in quell'epoca, sospende l'attività all'inizio della stagione 1981.

ACF Modena Euromobil (1989-1990).

Viene rifondata dopo due stagioni spostando il campo da Modena a Carpi con nuova denominazione sotto la presidenza del carpigiano Carlo Alberto Corradi. La squadra riesce a raccogliere attorno a sé molto entusiasmo e a formare un gruppo di calciatrici molto valide che ottenne significativi risultati in Serie B. Ma le pretendenti alla Serie A erano troppe e non raggiunse l'ambito traguardo per due stagioni consecutive.
Alla fine della seconda stagione di Serie B le si prospetta una grande occasione: l'Airtronic Piacenza abbandona l'attività cedendole (a mezzo fusione), le migliori calciatrici e soprattutto il titolo sportivo. Debutta in Serie A con un organico di tutto rispetto per competere con le migliori centrando un significativo ed importante risultato: si vince la Coppa Italia.
Alla fine della stagione, col passaggio del calcio femminile in ambito FIGC (1986), è la squadra di Verona a chiudere i battenti e a lasciare la Serie A. La presidenza ha i mezzi per poter disputare un campionato di vertice e non bada a spese: prende le migliori calciatrici del Verona e lo sponsor "Ritt Jeans" che vuole il proprio nome su una squadra in lotta per il titolo italiano. L'accordo va in porto, ma sul campo si lotta con forze ancora una volta superiori; questa volta a sbarrarle la strada ci sono Lazio CF, Despar Trani 80, R.I.A.C. Fiamma Monza e Napoli Select.

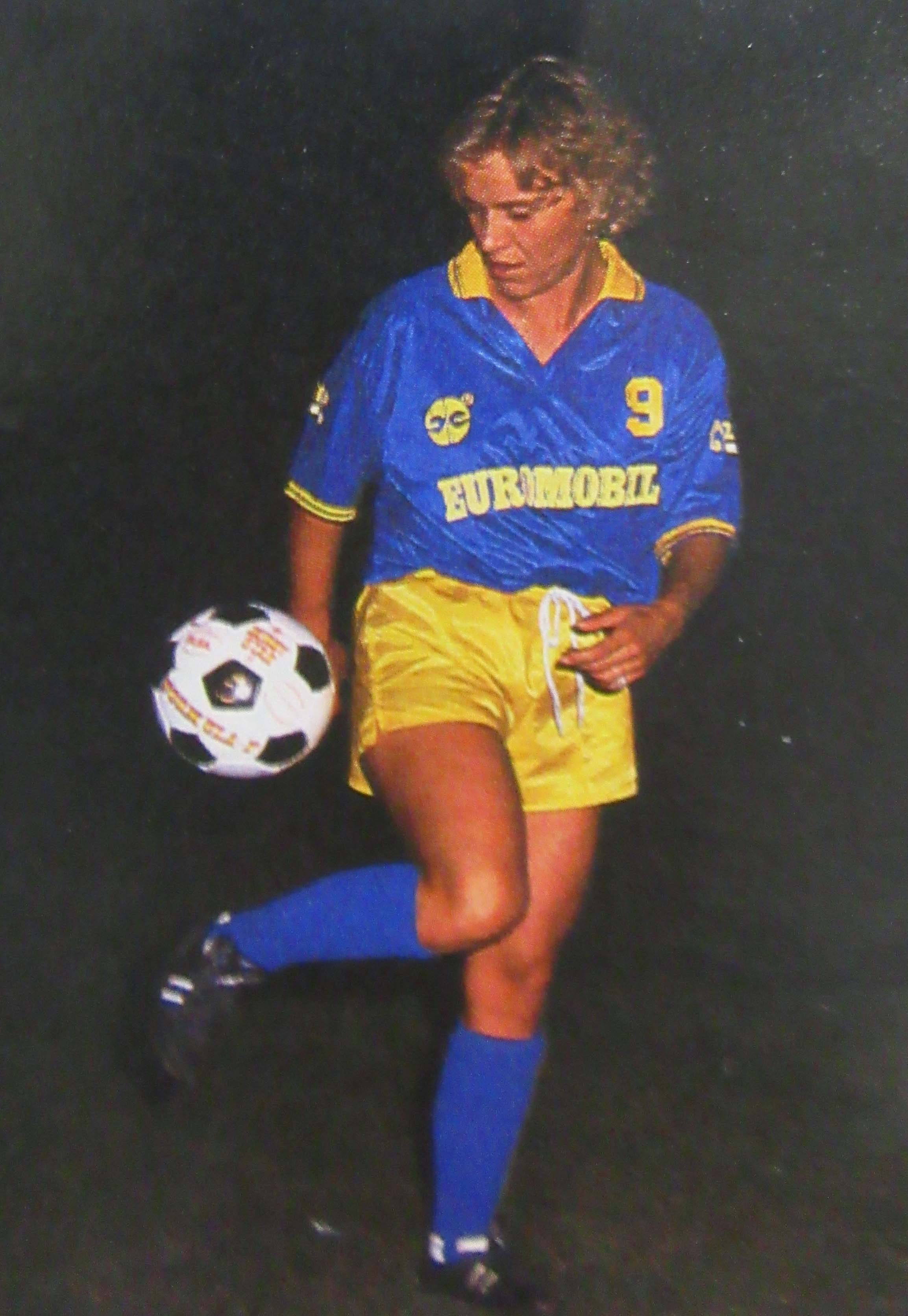
Susanne Augustesen nel 1989.

Non è sufficiente l'arrivo di un nuovo sponsor "Euromobil" per migliorare la situazione finanziaria e rimanere al passo delle altre squadre. Le gialloblu salvano per la seconda volta la stagione conquistando la Coppa Italia (1988). 
Dopo ancora due stagioni senza infamia e senza lode la presidenza decide di cedere le calciatrici migliori e continuare l'attività sportiva iscrivendosi in Serie C Emilia-Romagna. I questi gironi di 6 o 7 squadre rimase fino al 1997, incontrando altre squadre modenesi come il Modena Calcio Femminile e la Polisportiva Real Saliceta, che in seguito si fusero nel Calcio Femminile Modena Femminile ottenendo significativi successi in Serie A (due scudetti e una supercoppa).

## Palmarès
Campionati disputati
- 5 campionati di Serie A
- 2 campionati di Serie B

### Competizioni nazionali
- Coppa Italia: 2

1985-1986, 1987-1988